# Elstra
Elstra (tiếng Sorb: Halštrow) là thị trấn trong huyện Bautzen, thuộc bang tự do Sachsen, Đức. Nó nằm cạnh sông Schwarze Elster, cách thành phố Kamenz 6 km về phía đông nam, và thành phố Dresden 34 km về phía đông bắc.